# Лікавка (потік)
Лікавка (словац. Likavka) — річка в Словаччині, права притока Вагу, протікає в окрузі Ружомберок.
Довжина приблизно 8.9-9.3 км. Витік знаходиться в масиві Велика Фатра — частина Шипська Фатра (схил гори Главачка) на висоті близько 790 метрів. Протікає територією сіл Ком'ятна; Валаска Дубова; Лікавка і міста Ружомберок.
Впадає у Ваг на висоті приблизно 280 метрів.